# Vågen (Rogsta socken, Hälsingland)
Vågen är en sjö i Hudiksvalls kommun i Hälsingland och ingår i Harmångersån-Delångersåns kustområde. Sjön har en area på 0,0617 kvadratkilometer och ligger 6 meter över havet.

## Delavrinningsområde
Vågen ingår i det delavrinningsområde (683732-158673) som SMHI kallar för Mynnar i havet. Medelhöjden är 47 meter över havet och ytan är 3,78 kvadratkilometer. Det finns inga avrinningsområden uppströms utan avrinningsområdet är högsta punkten. Avrinningsområdets utflöde mynnar i havet. Avrinningsområdet består mestadels av skog (86 procent). Avrinningsområdet har 0,06 kvadratkilometer vattenytor vilket ger det en sjöprocent på 1,6 procent.